# جک بنتون
جک بنتون (انگلیسی: Jack Benton؛ 5 October 1875 – ۸ ژوئیهٔ ۱۹۲۶) بازیکن فوتبال اهل پادشاهی متحد بریتانیای کبیر و ایرلند بود.
از باشگاه‌هایی که در آن بازی کرده‌است می‌توان به باشگاه فوتبال استوک سیتی و باشگاه فوتبال گلنتوران اشاره کرد.